# Kamakura Diary
Autre
Kamakura Diary (海街diary, Umimachi Diary, litt. « Le journal de la ville de la mer ») est un josei manga d'Akimi Yoshida, prépublié dans le magazine Monthly Flowers entre juin 2006 et juin 2018 et compilé en un total de 9 volumes reliés par l'éditeur Shōgakukan. La version française est éditée par Kana.
Une adaptation en film live réalisée par Hirokazu Kore-eda est sortie en 2015, en France sous le titre Notre petite sœur.
Une série dérivée intitulée Utagawa Hyakkei (詩歌川百景) est prépubliée dans le Monthly Flowers depuis le 26 juillet 2019.

## Synopsis
Kamakura Diary se déroule à Kamakura, dans la préfecture de Kanagawa. On retrouve donc plusieurs lieux réels : Kōmyō-ji, Kōtoku-in, Enoshima, Kamakura-gū, Koshigoe (en) ou encore Inamuragasaki[réf. nécessaire].
Quand la jeune Yoshino, reçoit l’annonce de la mort de son père, elle est en train de se réveiller dans la chambre d’un garçon… Le décès de ce père, qu’elle n’a plus vu depuis longtemps, ne l’émeut pas beaucoup… Pourtant, cette nouvelle pourrait bien changer leur vie !

## Personnages
Sachi Kouda (香田 幸, Kōda Sachi)
Yoshino Kouda (香田 佳乃, Kōda Yoshino)
Chika Kouda (香田 千佳, Kōda Chika)
Suzu Asano (浅野 すず, Asano Suzu)

## Manga
Le manga est prépublié dans le magazine Monthly Flowers de l'éditeur Shōgakukan entre juin 2006 et juin 2018 avec un rythme irrégulier. Deux volumes spéciaux sont sortis au Japon : un guide de la série le 8 octobre 2008 et un livre de cuisine le 8 mai 2015.
L'éditeur Kana annonce en janvier 2013 l'acquisition de la licence sous le titre Kamakura Diary pour une version française dont la parution débute en avril 2013 et s'achève en août 2019.

### Liste des volumes
| no | Japonais         | Japonais          | Français          | Français          |
| no | Date de sortie   | ISBN              | Date de sortie    | ISBN              |
| -- | ---------------- | ----------------- | ----------------- | ----------------- |
| 1  | 26 avril 2007    | 978-4-09-167025-0 | 19 avril 2013     | 978-2-5050-0880-4 |
| 2  | 10 octobre 2008  | 978-4-09-167037-3 | 5 juillet 2013    | 978-2-5050-0881-1 |
| 3  | 10 février 2010  | 978-4-09-167040-3 | 22 novembre 2013  | 978-2-5050-1890-2 |
| 4  | 10 août 2011     | 978-4-09-167048-9 | 2 mai 2014        | 978-2-5050-1891-9 |
| 5  | 10 décembre 2012 | 978-4-09-167053-3 | 19 septembre 2014 | 978-2-5050-6015-4 |
| 6  | 10 juillet 2014  | 978-4-09-167058-8 | 6 mars 2015       | 978-2-5050-6290-5 |
| 7  | 8 janvier 2016   | 978-4-09-167058-8 | 21 octobre 2016   | 978-2-5050-6291-2 |
| 8  | 10 avril 2017    | 978-4-0916-7078-6 | 25 mai 2018       | 978-2-5050-7063-4 |
| 9  | 10 décembre 2018 | 978-4-09-167088-5 | 30 août 2019      | 978-2-5050-7634-6 |

## Film en prise de vues réelles
L'adaptation en film en prise de vues réelles est annoncée en mai 2014 par l'éditeur Shōgakukan. Celui-ci est réalisé par Hirokazu Kore-eda et sort le 13 juin 2015 dans les salles japonaises.

## Distinctions
Le manga remporte le prix de l'excellence au Japan Media Arts Festival en 2007. Il est nommé pour le premier prix Manga Taishō en 2008 où il finit en troisième position, puis remporte le sixième prix Manga Taishō en 2013.
Il est également nommé pour les 12e et 13e prix culturel Osamu Tezuka en 2008 et 2009,.
En 2016, il remporte le Prix Shōgakukan dans la catégorie générale, à égalité avec Sunny.